# Aspitates collinaria
Aspitates collinaria là một loài bướm đêm trong họ Geometridae.